# Bloomington PrairieThunder
Bloomington PrairieThunder byl profesionální americký klub ledního hokeje, který sídlil v Bloomingtonu ve státě Illinois. V letech 2010–2011 působil v profesionální soutěži Central Hockey League. Před vstupem do CHL působil v United Hockey League a International Hockey League. PrairieThunder ve své poslední sezóně v CHL skončil v osmifinále play-off. Své domácí zápasy odehrával v hale Grossinger Motors Arena s kapacitou 7 000 diváků. Klubové barvy byly modrá, zlatá, stříbrná a bílá.

## Přehled ligové účasti
Zdroj: 
- 2006–2007: United Hockey League (Západní divize)
- 2007–2010: International Hockey League
- 2010–2011: Central Hockey League (Turnerova divize)